# LOG-ログ-
LOG -ログ-（ログ）は、日本のヴィジュアル系ロックバンド。B.P RECORDS所属。
2014年2月13日に結成し、2016年3月27日の高田馬場AREAでのワンマンライブをもって解散。
2019年11月7日に幕張メッセで開催された「B.PチャンネルFes.」にて一日限定の復活ライブを行った。

## メンバー
Vambi（ヴァンビ）
ボーカル担当。解散後はYouTuberとして活動。YouTuberコンビ「ヴァンゆんチャンネル」やオリジナルキャラクター「スパイダーメーン」としても活動。
NARUMI（なるみ）
ギター担当。解散後はRUMINAと共にヴィジュアル系バンド「GARAK'S」にて活動。その後はバンドマンを引退し、YouTuberとして活動する他、「ヴァンゆんチャンネル」に編集者として参加。
RUMINA（ルミナ）
ギター担当。解散後はNARUMIと共にヴィジュアル系バンド「GARAK'S」にて活動。その後もバンドマンとして活動を続ける側、「ヴァンゆんチャンネル」にも出演。
優希（ぷく）
ベース担当。解散後はヴィジュアル系ロックバンド「アスティ」のリーダーとしてセルフプロデュースで活動（2018年 - 2020年）。その後は「ぷく」名義でボカロPとして活動している他、自身が立ち上げた音楽事務所のMelodyConnectで女性アイドルグループ「逆襲モンスター」のプロデュースも行っている。

## ディスコグラフィ

### シングル
| #   | 発売日        | タイトル                  | 規格                              | 規格品番                                    | 最高位 | 収録アルバム |
| --- | ------------- | ------------------------- | --------------------------------- | ------------------------------------------- | ------ | ------------ |
| 1st | 2015年3月25日 | Adore you～キミヲ想フ声～ | CD+DVD（初回限定盤） CD（通常盤） | BPRVD-172（初回限定盤） BPRVD-173（通常盤） |        |              |

### アルバム
|     | 発売日        | タイトル                 | 規格                              | 規格品番                                                              | 最高位 |
| --- | ------------- | ------------------------ | --------------------------------- | --------------------------------------------------------------------- | ------ |
| 1st | 2015年10月7日 | Re:TRAGRAS-リトラグラス- | CD+DVD（初回限定盤） CD（通常盤） | BPRVD-179（初回限定盤A） BPRVD-180（初回限定盤B） BPRVD-181（通常盤） | 120位  |